# Ar-Rusajris
Ar-Rusajris – miasto w Sudanie, w wilajecie An-Nil al-Azrak, stolica dystryktu o tej samej nazwie. Według danych ze spisu z roku 2008 miejscowość liczy 72 526 mieszkańców. W mieście znajduje się port lotniczy Ar-Rusajris.